# Skylogic
Skylogic est un opérateur commercial de services par satellite.
La société éponyme est partenaire de l'opérateur Eutelsat.